# Januari 2005
Dit artikel geeft een chronologisch overzicht van alle belangrijke gebeurtenissen per dag in de maand januari van het jaar 2005.

## Gebeurtenissen

### 1 januari
- Nederland - Tijdens de jaarwisseling is dit jaar voor ca. 50 miljoen euro aan vuurwerk afgestoken. Dat is ongeveer evenveel als vorig jaar.
- Nederland - Vanaf deze dag is de identificatieplicht ingevoerd in Nederland. Eenieder die zich vanaf dit moment niet kan identificeren, krijgt een boete van €50. (Voor jongeren tussen de veertien en zestien jaar is dit €25).
- Turkije - De lira is zes nullen kwijt. Als gevolg van de inflatie was de koers per 31 december 2004 1.350.000 lira per dollar. De lira is per vandaag 75 dollarcent (ca. 55 eurocent) waard.
- Luxemburg wordt voorzitter van de EU.
- Nederland - De gemeenten Hengelo, Hummelo en Keppel, Steenderen, Vorden en Zelhem gaan op in de nieuwe gemeente Bronckhorst.
- België - België stopt met het slaan van de euromunten van 1 en 2 cent.
- Duitsland - Het elektronische tolsysteem (LKW Maut) voor vrachtwagens van het bedrijf Toll Collect gaat van start.
- Europa - In West-Europa worden de Daewoo-automodellen voortaan verkocht onder de merknaam Chevrolet.
- België - De NMBS heeft een nieuwe bedrijfsstructuur. De railinfrastructuur wordt voortaan beheerd door Infrabel.
- Wereldwijd wordt een nieuwe standaard in boekhouding ingevoerd.
- Wereldwijd lopen diverse quota voor textielimport af, waardoor de wereldtextielmarkt grondig zal veranderen. Goedkope textiel uit China bijvoorbeeld zal de Europese markt overstromen.
- Verenigde Staten - De staat Californië voert als eerste anti-spyware-wetgeving in.
- De EU begint met emissiehandel.

### 2 januari
- Kroatië - In Kroatië vinden verkiezingen plaats voor een nieuwe president. De grote favoriet is de zittende president Stipe Mesic.[1]
- Oeganda - Na het aflopen van een bestand trekt het Oegandese regeringsleger opnieuw ten strijde tegen het Verzetsleger van de Heer.

### 3 januari
- Nederland/Thailand - Minister Johan Remkes ligt onder vuur vanwege het feit dat hij zijn vakantie in Thailand niet heeft onderbroken om door de aardbeving getroffen Nederlanders en Thais bij te staan. Zijn verweer is dat het regeringsbeleid is om dat niet te doen teneinde de hulpverleners niet voor de voeten te lopen. Daarom brengt hij pas ruim een week na de ramp een bezoek aan een getroffen gebied.[2]

### 6 januari
- Zuid-Afrika - De voormalige president Nelson Mandela maakt bekend dat zijn zoon Makghato Mandela aan aids is overleden. In Zuid-Afrika is aids bij sommigen, onder wie president Thabo Mbeki, nog steeds een taboe.[3]
- Nederland - In Nederland organiseren de radio- en televisiestations een landelijke inzameling voor de slachtoffers van de Zeebeving Indische Oceaan 2004. De opbrengst komt (voorlopig) uit op meer dan 122 miljoen euro.[4]
- Nederland - Het aantal asielzoekers is in 2004 ten opzichte van 2003 met bijna 30% gedaald. Het aantal asielzoekers bedroeg in totaal 9872 personen.[5]
- Nederland - De echtgenote van ex-politicus Hans Wiegel, Marianne Wiegel-Frederiks, komt te overlijden bij een auto-ongeval in Drenthe.
- Nederland - In Rotterdam wordt voor het eerst in 18 jaar weer een zesdaagse gereden.

### 7 januari
- Washington D.C., VS - In een intern rapport concludeert de CIA dat de organisatie in de aanloop naar de aanslagen van 11 september 2001 steken heeft laten vallen.[6]

### 8 januari
- Verenigde Staten - Het tijdschrift Newsweek bericht dat het Pentagon overweegt om zogenaamde doodseskaders in Irak te gaan trainen om het geweld aldaar beter te kunnen tegengaan.

### 9 januari
- Kenia - In de stad Nairobi tekenen de regering van Soedan en de rebellenbeweging SPLA een "historisch" vredesakkoord, dat een einde maakt aan de burgeroorlog in het zuiden van Soedan. Het akkoord geldt niet voor het conflict in Darfoer.

### 10 januari
- Vlaanderen, België - De Vlaamse familie-televisiezender TV1 krijgt vanaf 21 januari de nieuwe naam één.
- Palestijnse Autoriteit - Mahmoud Abbas is de officiële winnaar van de presidentsverkiezingen. Hij wint met 62% van de stemmen bij een opkomst van minder dan de helft. Zijn belangrijkste rivaal Mustafa Barghouti krijgt bijna 20% van de stemmen.

### 11 januari
- Verenigde Staten - President Bush draagt de rechter Michael Chertoff voor als minister van Binnenlandse Veiligheid. Het Amerikaans Congres moet nog goedkeuring verlenen.
- Verenigde Staten - De keynote speech van Steve Jobs van 
Apple vindt plaats in de MacWorld Expo in San Francisco.

### 12 januari
- Verenigde Staten - Lancering van Deep Impact, de eerste ruimtesonde die (gecontroleerd) neerstort op een komeet
- Frankrijk - De Club van Parijs, een informeel verband van 19 rijke landen, zegt 3,6 miljard dollar aan hulp toe voor de landen die getroffen zijn door de Zeebeving Indische Oceaan 2004. Ook worden er schulden bevroren.
- Suriname - Suriname is officieel toegetreden tot de Taalunie. Suriname heeft een eigen versie van het Nederlands, het Surinaams-Nederlands. Later zullen nog zo'n vijfhonderd woorden uit die taal aan het groene boekje worden toegevoegd.
- EU/Frankrijk - Het Europees Parlement in Straatsburg heeft het Verdrag tot vaststelling van een Grondwet voor Europa met 500 stemmen vóór, 137 tegen, en 40 onthoudingen goedgekeurd. De afzonderlijke landen moeten de grondwet ook nog goedkeuren.
- Nederland - De Raad van State heeft geen bezwaar tegen de bouw van een windmolenpark voor de kust van Egmond. Het windmolenpark moet in 2006 klaar zijn.

### 15 januari
- Palestijnse Autoriteit - Mahmoud Abbas wordt beëdigd als nieuwe president van de Palestijnse Autoriteit.

### 16 januari
- Kroatië - De zittende president Stipe Mesic wordt met 70% van de stemmen herkozen.
- Palestijnse Autoriteit/Israël - De Palestijnse president Mahmoud Abbas roept op om aanvallen op Israël te staken. De Israëlische premier Ariel Sharon kondigt aan dat het Israëlische leger zonder beperkingen tegen Palestijnse militanten op zal treden.[7]
- Spanje - De Spaanse regering heeft een aanbod van de ETA om te onderhandelen afgewezen.[8]

### 17 januari
- Zwitserland - De Verenigde Naties publiceren een rapport over het Millenniumproject, waarin zij stellen dat de armoede in de wereld over tien jaar kan zijn gehalveerd.
- Nederland - Bij het Joegoslavië-tribunaal in Den Haag worden twee Bosnisch-Servische officieren veroordeeld over hun rol in het drama van Srebrenica.

### 18 januari
- Frankrijk - Vandaag wordt de nieuwe Airbus A380, het grootste passagiersvliegtuig ter wereld, officieel gelanceerd in de Franse stad Toulouse. Diverse regeringsleiders van Europese landen zijn aanwezig.
- Nederland - Het bedreigde Tweede Kamerlid Ayaan Hirsi Ali keert na een afwezigheid van zeventig dagen weer terug in de Tweede Kamer.

### 19 januari
- Irak - Vier autobommen ontploffen in Bagdad, waarbij 26 personen omkomen.
- Irak - Door Nederlandse soldaten is bij een controlepost in het zuiden van Irak opnieuw een Iraakse burger doodgeschoten. Een auto negeerde het stopteken en de waarschuwingsschoten van de Nederlanders, waarna gericht werd geschoten.
- Irak - Drie Britse militairen zijn voor de krijgsraad gedaagd om terecht te staan voor het mishandelen van Iraakse gevangenen. Ook hiervan zijn schokkende foto's in de openbaarheid gekomen.
- Indonesië - Het dodenaantal van de Aardbeving in Azië is door Indonesië flink bijgesteld. 50 000 vermisten worden nu beschouwd als omgekomen door de ramp, waardoor het dodenaantal in Indonesië nu staat op meer dan 166 000. Het totaal aantal slachtoffers is hierdoor gestegen tot meer dan 225 000.

### 20 januari
- Belize - Onrust over de nieuwe belastingmaatregelen van de regering zorgen ervoor dat mensen overheidsgebouwen in brand steken en dat vakbonden zijn gaan staken, resulterend in gesloten havens en afgesloten waterleveranties. Zie ook: Onrust in Belize in 2005.
- Nederland - Duizenden huisartsen uit het hele land voeren actie. Zij protesteren tegen de ontwikkelingen in de gezondheidszorg en bezuinigingen op huisartsen.
- Verenigde Staten - President Bush is beëdigd voor zijn tweede ambtstermijn als president van de Verenigde Staten.
- Mexico - Cuauhtémoc Cárdenas stelt zich kandidaat voor de PRD voor de presidentsverkiezingen van 2006.

### 21 januari
- Palestijnse Autoriteit - De Palestijnse president Mahmoud Abbas stuurt honderden Palestijnse agenten naar het noorden van de Gazastrook, die gaan proberen te voorkomen dat militanten aanvallen op Israël uitvoeren. Volgens ooggetuigen hebben Israëlische tanks posities ingenomen in de omgeving van Abbas' hoofdkwartier in Ramallah.

### 23 januari
- Oekraïne - De nieuwe president Viktor Joesjtsjenko wordt in de hoofdstad Kiev geïnstalleerd. Zie ook Verkiezingen in Oekraïne.

### 24 januari
- Oekraïne - De nieuwe Oekraïense president Viktor Joesjtsjenko benoemt Joelija Tymosjenko tot premier. Zie ook Verkiezingen in Oekraïne
- België/EU - Op de Europese landbouw- en visserijraad zal er opnieuw een poging gedaan worden om een goedkeuring van richtlijn over de softwarepatenten te bekomen.

### 25 januari
- Nederland - Voormalig LPF'er Hilbrand Nawijn begint een eigen politieke partij, de Lijst Hilbrand Nawijn
- Nederland - Ook Nederland houdt een raadgevend referendum over het Verdrag tot vaststelling van een Grondwet voor Europa. De Eerste Kamer stemde vanmiddag in met het voorstel hiertoe.
- India - In de staat Maharashtra vallen 300 doden, vooral vrouwen en kinderen, tijdens een paniek-uitbraak in een Hindoe-tempel. De oorzaak van de paniek was een brand ten gevolge van kortsluiting.
- Nederland - Premier Balkenende verklaart in zijn Bilderbergrede, dat de overheid niet langer primair verantwoordelijk is voor de solidariteit in de samenleving. Burgers en organisaties moeten zelf voor solidariteit zorgen.

### 26 januari
- Nederland - Onder grote belangstelling van de pers wordt te Amsterdam-Osdorp de eerste pro-formazitting tegen Mohammed Bouyeri gehouden.
- Canada - Tien Amerikaanse soldaten die zijn gedeserteerd wegens de oorlog in Irak hebben in Canada politiek asiel aangevraagd.
- Nederland - Driek van Wissen wordt uitgeroepen tot de nieuwe Dichter des Vaderlands.
- De Vlaamse krant De Morgen beschuldigt het Comité P. voor Toezicht op Politiediensten ervan een van hun redactrices te hebben gescreend via haar telefoongesprekken om zo bronlekken te kunnen opsporen. Volgens de krant is dit schending van het bronnengeheim.

### 27 januari
- Polen - In Auschwitz wordt herdacht dat het zestig jaar geleden is dat het concentratiekamp Auschwitz-Birkenau op 27 januari 1945 door de Russen werd bevrijd. Bij de indrukwekkende plechtigheid waarbij meer dan veertig hoogwaardigheidsbekleders uit diverse landen aanwezig waren, werd Nederland vertegenwoordigd door minister-president Jan Peter Balkenende en koningin Beatrix.
- Duitsland - Voetbalscheidsrechter Robert Hoyzer (25) heeft bekend dat hij voetbalwedstrijden, waaronder een bekerduel, bewust heeft beïnvloed. Hij zou hiermee een bedrag ter grootte van vijf cijfers hebben verdiend.
- Nederland - In Haarlem wordt Het Dolhuys geopend, het eerste landelijke psychiatriemuseum.
- België - Jannie Haek wordt de nieuwe baas van de NMBS Holding.

### 28 januari
- VS / VK - De Amerikaanse minister van Defensie Donald Rumsfeld en zijn Britse ambtsgenoot Geoff Hoon zijn het eens geworden over de terugtrekking uit Irak.
- Rusland - De mannen die afgelopen september een school in Beslan gijzelden hebben hulp gehad van hoge Russische officieren. Twee officieren zijn gearresteerd.
- Nederland - Tegen klokkenluider Ad Bos is vijf maanden voorwaardelijke gevangenisstraf geëist. Volgens het Openbaar Ministerie is Bos schuldig aan omkoping van een ambtenaar van Rijkswaterstaat.

### 29 januari
- Nederland - Geheime gegevens uit een marechausseeonderzoek naar een bende mensensmokkelaars zijn via het weblog GeenStijl.nl bij dagblad De Telegraaf gekomen.
- China/Taiwan - Voor het eerst in 56 jaar zijn tussen China en Taiwan rechtstreekse passagiersvluchten uitgevoerd. Vanwege de communistische machtsovername in China verbood in 1949 de regering van Taiwan (destijds Formosa geheten) dergelijke vluchten.

### 30 januari
- Irak - Voor het eerst in meer dan 50 jaar worden in Irak verkiezingen gehouden waaraan verscheidene partijen mogen meedoen. Soennitische opstandelingen plegen aanslagen op zeven stemlokalen in Irak. De opkomst lijkt desondanks ver boven de verwachtingen uit te komen, volgens eerste gegevens meer dan 50%. De Irakezen zelf noemden zelfs een percentage van 72.
- Israël - De Israëlische regering maakt bekend binnen enkele dagen het gezag over verscheidene steden op de Westelijke Jordaanoever aan de Palestijnse Autoriteit te zullen overdragen.

### 31 januari
- VS - De militaire tribunalen op Guantánamo Bay zijn door een Amerikaanse federale rechtbank van het District of Columbia ongrondwettig verklaard. De gevangenen, van wie velen al meer dan drie jaar vastzitten zonder vorm van proces, hebben recht op bescherming onder de Amerikaanse grondwet, zo oordeelde rechter Joyce Hens Green.
- EU - De Europese Commissie dreigt Microsoft met maatregelen als het bedrijf niet binnen een week voldoet aan de eisen die de commissie het bedrijf eind vorig jaar heeft opgelegd. Microsoft dient onder meer een speciale versie uit te brengen van Windows XP, onder een naam die wervend genoeg is.
- Nederland - Veevoederproducenten in Nederland maken zich structureel schuldig aan wetsovertredingen, en verwerken op grote schaal afval in veevoer. De stichting Wakker Dier heeft een vertrouwelijk rapport uit 2004 waaruit dit blijkt openbaar gemaakt, nadat minister Donner dat vorige maand had geweigerd.

<< · januari · februari · maart · april · mei · juni · juli · augustus · september · oktober · november · december · >>